# 埃維耶爾維

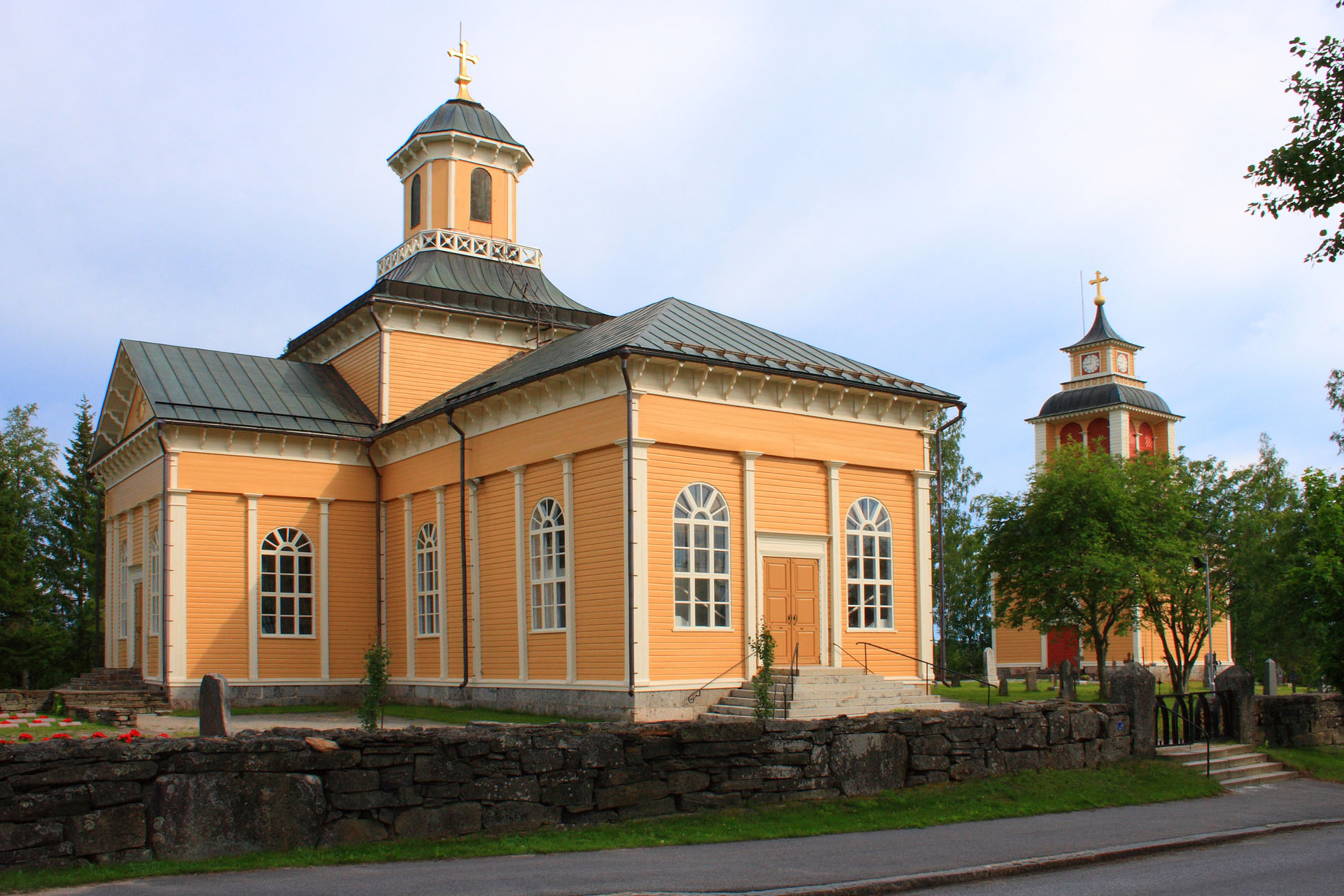
埃维耶尔维教堂

埃維耶爾維（芬蘭語：Evijärvi）是芬蘭的市镇，位於該國西部，由南博滕區負責管轄，始建於1867年，面積390平方公里，2013年人口2,686，人口密度為每平方公里7.59人。

## 外部連結
- 埃维耶尔维市镇官方网站（页面存档备份，存于） （文）